# Diplazium tibeticum
Diplazium tibeticum är en majbräkenväxtart som först beskrevs av Ren-Chang Ching och S.K.Wu och som fick sitt nu gällande namn av Z.R.He.
Diplazium tibeticum ingår i släktet Diplazium och familjen Athyriaceae. Inga underarter finns listade i Catalogue of Life.